# Anisota consularis
Anisota consularis är en fjärilsart som beskrevs av Dyar 1896. Anisota consularis ingår i släktet Anisota och familjen påfågelsspinnare. Inga underarter finns listade i Catalogue of Life.